# ポートランド大学

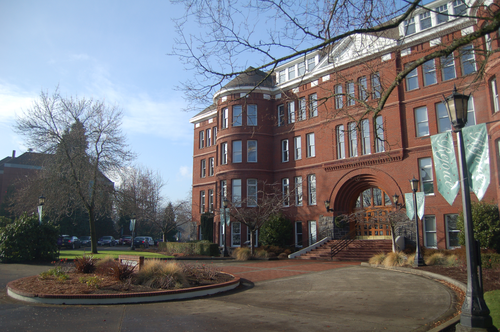
ワルトシュミット・ホール（旧ウェストホール）

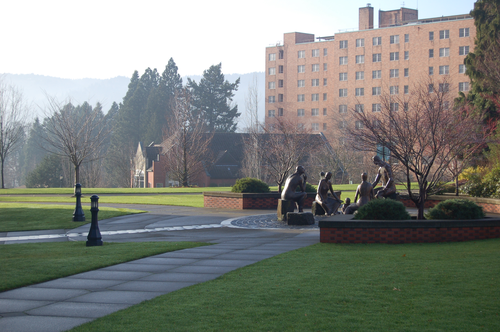
メーリング・ホールの裏庭

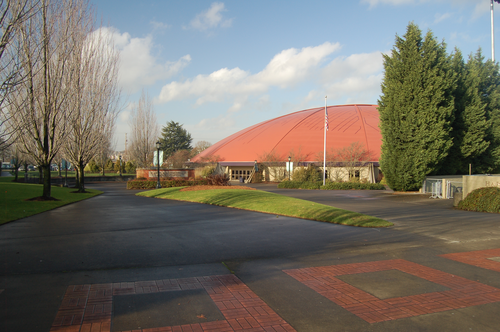
チャイルズ・センター・ドーム。パイロット・バスケットボールの拠点。

ポートランド大学（ポートランドだいがく, University of Portland）は、アメリカ合衆国オレゴン州ポートランドにある私立カトリック教会系大学。聖十字架修道会（Congregation of Holy Cross）に加盟し、ノートルダム大学の姉妹校である。1901年に創立し、現在では3,200人の学生が在籍する。女子サッカープログラムで最もよく知られており、最近では2005年度のNCAA女子サッカー選手権で優勝している。U.S. News and World Report 誌による調査で、ポートランド大学は Universities-Master's （修士課程を提供するが博士課程を持たない大学）の分野において西部で5位と評価された。
キャンパスはポートランド市のセントジョンズ地区の近郊、ユニバーシティ・パーク地区にある。教養学部、大学院、経営学部、教育学部、工学部、看護学部を構えている。

## 歴史
1891年にメソジスト監督教会の資金援助の下、ウォードブラフにポートランド大学（Portland University）が創立した。その後、アレクサンダー・クリスティー大司教がウィラメット川からウェスト・ホール（現：ワルトシュミット・ホール）を見て、構想する大学の設置のために聖十字架修道会の援助のもとキャンパスの購入を決定したのではないかと言われている。同大学はコロンビア川の名を取ってコロンビア大学（Columbia University）に改称され、大司教区のカトリック司祭が教員として配置された後、1901年9月5日に門戸が開かれた。当初クリスティーはポートランド大司教区を通じて大学を援助していたが、更なる援助が必要なことを認識していた。彼は聖十字架修道会に近寄り、「コロンビア大学の引継ぎと、パシフィック・ノースウェスト（太平洋沿岸北西部）のノートルダムの建設」を請願した。
1930年代、コロンビア大学はポートランド大学（Univerisity of Portland）に改称され、セント・ヴィンセント病院学校がポートランド大学看護学部として編入した。1948年の工学部の設置の後を追って、1950年に大学院、1962年には教育学部が設置された。
1967年、ポートランド大学の所有権が、聖十字架修道会から評議委員会に移行された。

## スポーツ
ポートランド大学のNCAAサッカープログラムは、クライブ・チャールズが1989年に女子チームのヘッドコーチに就任してから名高い。チャールズは1986年に男子チームのコーチに就任しており、2003年に死去するまで両チームを先導した。女子チームはサッカーカナダ女子代表のクリスティーン・シンクレアの活躍で、2002年と2005年にNCAA Division I の全米選手権で優勝している。現在のサッカーアメリカ合衆国代表ではカナー・カセイ、スティーブ・チェルンドロ、 ヒース・ピアーズ、ケイシー・ケラーの4人がポートランド大学に通っている。また、サッカーアメリカ合衆国女子代表のシャノン・マクミラン、ティファニー・ミルブレットも長い間在籍していた。
ポートランド大学の他の大学対抗競技プログラムでは、バスケットボール、野球、バレーボール、トラック、クロスカントリーがある。いずれのチームもサッカープログラムほどの地位は無いが、男子クロスカントリープログラムは28の競技大会を連続制覇し、この数年間で高い評価を得ている。2005年11月、ポートランド大学はスポーツ・イラストレイテッド誌の大学全スポーツランキングで25位の評価を受けた。また、同校には過去にスポンサー付きのアメリカンフットボールのプログラムが存在したが、1950年に資金不足のために解体した。

## 著名な出身者
- コナー・ケイシー - サッカーアメリカ合衆国代表選手
- スティーブ・チェルンドロ - サッカーアメリカ合衆国代表選手
- ウォルター・ドーソン - アルツハイマー病活動家
- ケリー・グレイ - サッカー選手
- ネイト・ジャクア - サッカー選手
- ユージン・ジーター - NBA教育リーグ・オールスター
- ケイシー・ケラー - サッカーアメリカ合衆国代表選手
- ビル・クロイガー
- トム・ランプキン - 野球選手
- ラリー・ラロッコ - アイダホ州代表の民主政治家
- エドワード・リーヴィ - 合衆国第9控訴裁判所裁判官
- ミュリエル・レザック - 神経心理学者
- シャソン・マクミラン - サッカーアメリカ合衆国女子代表選手
- ティファニー・ミルブレット - サッカーアメリカ合衆国女子代表選手
- サンティアゴ・ベンチュラ・モラレス - 冤罪被告人
- ヒース・ピアース - サッカー選手
- シンシィ・パウエル - バスケットボール選手
- ルイス・ロブレス - サッカー選手
- エリック・スポールストラ - バスケットボール選手
- レイ・スコット - 元バスケットボール選手
- 佐藤真千子 - 政治学者